# Hnutí za práva osob se zdravotním postižením
Hnutí za práva osob se zdravotním postižením je globální sociální hnutí, které se snaží zajistit rovné příležitosti a rovná práva pro všechny osoby se zdravotním postižením.
Skládá se z organizací za práva osob se zdravotním postižením, také známých jako obhájci práva osob se zdravotním postižením, ze všech koutů světa, které spolupracují s podobnými cíli a požadavky, jako jsou: přístupnost a bezpečnost v architektuře, dopravě a fyzickém prostředí; rovné příležitosti v nezávislém bydlení, spravedlnosti v zaměstnání, vzdělání a bydlení; a svoboda od diskriminace, zneužívání, zanedbávání a od dalších porušování práv. Aktivisté za práva osob se zdravotním postižením pracují na odstranění institucionálních, fyzických a společenských překážek, které brání lidem se zdravotním postižením žít svůj život jako ostatní občané.
Běžnou překážkou, kterou osoby se zdravotním postižením čelí, jsou problémy v zaměstnání. Konkrétně zaměstnavatelé často nejsou ochotni nebo schopni poskytnout nezbytné úpravy, aby umožnili lidem se zdravotním postižením efektivně vykonávat své pracovní povinnosti.
Právům osob se zdravotním postižením se věnuje Úmluva o právech osob se zdravotním postižením.